# Bombylius incanus
Bombylius incanus är en tvåvingeart som beskrevs av Johnson 1907. Bombylius incanus ingår i släktet Bombylius och familjen svävflugor. Inga underarter finns listade i Catalogue of Life.